# إيناكي أوردانغاران
إيناكي أوردانغاران ليبايرت (بالإسبانية: Iñaki Urdangarin Liebaert) (ولد في 15 يناير 1968)، لاعب كرة يد معتزل، وشقيق فيليب السادس ملك إسبانيا بالقانون، الذي أدين باختلاس حوالي 6 ملايين يورو في الأموال العامة للأحداث الرياضية منذ عام 2004 من خلال مؤسسته الغير ربحية، وما يسمى قضية نوس، وأيضا بالفساد السياسي باستخدام لقبه السابق دوق بالما كزوج كريستينا دي بوربون.

## وصلات خارجية
- إيناكي أوردانغاران على موقع الاتحاد الأوروبي لكرة اليد (الإنجليزية)
- إيناكي أوردانغاران على موقع أوليمبيديا (الإنجليزية)